# الحرب الأهلية الرواندية
الحرب الأهلية الرواندية (1990 - 1993) أو ما يعرف بالحرب القبلية بين التوتسي والهوتو، كانت صراعاً بين القوات المسلحة الرواندية الممثلة لحكومة رواندا، وبين الجبهة الوطنية الرواندية المتمردة (RPF). وقد اندلعت الحرب التي استمرت منذ عام 1990 وحتى عام 1994 نتيجة للنزاع الذي طال أمده بين جماعات الهوتو والتوتسي ضمن السكان الروانديين. وقد جاءت ثورة (1959-1962) لتستبدل النظام الملكي التوتسي بنظام جمهوري بقيادة الهوتو، مما اضْطُر أكثر من 336,000 من التوتسي إلى البحث عن ملجأ في البلدان المجاورة. وقد قامت مجموعة من هؤلاء اللاجئين في أوغندا بتأسيس ما يعرف بالجبهة الوطنية الرواندية المتمردة التي أصبحت تحت قيادة فريد رويجيما وبول كاجامي جيشًا جاهزًا للمعركة في أواخر الثمانينيات.
نشبت الحرب في 1 أكتوبر 1990، عندما قامت الجبهة الوطنية الرواندية بغزو شمال شرق رواندا، وتقدمت 60 كم (37 ميل) داخل البلاد. ولكنها تعرضت لانتكاسة كبيرة عندما قُتِلَ رويجيما في اليوم الثاني من الحرب. حيث أصبح الجيش الرواندي بمساعدة قوات من فرنسا متفوقاً جداً فتمكن من هزيمة الجبهة الوطنية الرواندية هزيمة كبيرة بحلول نهاية أكتوبر. بعد ذلك عاد كاجامي الذي كان في الولايات المتحدة خلال الغزو ليتولى زمام الأمور. فقام بسحب القوات إلى جبال فيرونغا لعدة أشهر قبل معاودة الهجوم مرة أخرى. ثم بدأت الجبهة الوطنية الرواندية حرب عصابات من خلال الكر والفر، والتي استمرت حتى منتصف عام 1992 من دون أن يستطيع أحد تحقيق نصرا على الأرض. وقد أرغمت سلسله من الاحتجاجات الرئيس الرواندي جوفينال هابياريمانا على بدء مفاوضات سلام مع الجبهة الوطنية الرواندية وأحزاب المعارضة المحلية. وعلي الرغم من الاضطرابات وعمليات القتل التي قامت بها حركة هوتو باور وهي مجموعة من المتطرفين المعارضين لأي اتفاق بالإضافة إلى هجوم جديد للجبهة الوطنية الرواندية في أوائل عام 1993، فقد اِختُتِمَت المفاوضات بنجاح بتوقيع اتفاقات أرُوشا في شهر أغسطس من عام 1993.
وأعقب ذلك سلام غير مستقر، تم خلاله تطبيق بنود الاتفاقيات بصورة تدريجية. وتم نشر قوات تابعة للجبهة الوطنية الرواندية في مجمع في كيجالي كما تم إرسال بعثة لحفظ السلام من الأمم المتحدة للمساعدة في رواندا (UNAMIR).لكن حركة هوتو باور كانت تكتسب نفوذاً مطرداً وخططت لتنفيذ «حل نهائي» لإبادة التوتسي. وقد وُضِعَتْ هذه الخطة موضع التنفيذ عقب اغتيال الرئيس هابياريمانا في السادس من أبريل عام 1994. وعلى مدى نحو مئة يوم فقط، قُتل ما بين 500,000 و 1,000,000 من التوتسي والهوتو المعتدلين فيما أصبح يُعرَف باسم الإبادة الجماعية في رواندا. وسرعان ما استأنفت الجبهة الوطنية الرواندية الحرب الأهلية. فاستولوا على الأراضي بشكل مطرد، وحاصروا المدن وقطعوا طرق الإمداد. وبحلول منتصف شهر يونيه حاصروا العاصمة كيجالي، وفي الرابع من يوليو استولوا تمامًا عليها. وانتهت الحرب في وقت لاحق من ذلك الشهر عندما استولت الجبهة الوطنية الرواندية على آخر الأراضي التي تحتفظ بها الحكومة المؤقتة، مما أجبر الحكومة ومرتكبي جرائم الإبادة الجماعية علي النزوح إلى زائير.
تولى حزب الجبهة الوطنية الرواندية المنتصر السيطرة على البلاد، حيث كان بول كاجامي زعيمًا فعليًا. وشَغل كاجامي منصب نائب الرئيس منذ عام 1994، وكرئيس بداية من عام 2000، كما فاز بالانتخابات في الأعوام 2003 و 2010 و 2017. وبدأت الجبهة الوطنية الرواندية برنامجًا لإعادة بناء البنية التحتية واقتصاد البلاد، وجلب مرتكبي الإبادة الجماعية إلى المحاكمة، وكذلك تعزيز المصالحة بين الهوتو والتوتسي. وفي عام 1996 شنت الحكومة الرواندية التي تقودها الجبهة الوطنية الرواندية هجومًا ضد مخيمات اللاجئين في زائير، التي كانت موطنًا لقادة النظام السابق المنفيين وملايين اللاجئين من الهوتو. وساهم هذا الهجوم في بدأ حرب الكونغو الأولى، التي أطاحت بالدكتاتور موبوتو سيسي سيكو الذي استمر فترة طويلة في السلطة. واعتباراً من العام 2018، يظل كاجامي والجبهة الوطنية الرواندية القوة السياسية المسيطرة في رواندا.

## البداية
سكن رواندا قبيلتين، الهوتو وكانوا مزارعين يكدحون في الأرض يستخرجون منها معاشا متواضعا، والتوتسي وهم قبيلة أقل عددا من الرعاة تمكنوا من السيطرة على الأغلبية من الهوتو بفضل الأموال التي كانت تدرها عليهم تربية قطعان الأبقار. الزواج المختلط بين افراد القبيلتين وتعاقب الزمان شكلا ثقافة ودينا ولغة مشتركة بين القبيلتين طمست تلك الانقسامات الاثنية، لكن بدلا من أن تكون القبيلتان متمايزتين أصبح ينظر إلى قبيلة التوتسي على أنهم الحكام وقبيلة الهوتو على أنهم المحكومون. لكن بلجيكا التي استعمرت رواندا أغلب القرن العشرين كانت تنظر إلى قبيلتي التوتسي والهوتو على أنهما قبيلتان مختلفتان واستحدثت بطاقات هوية أعادت تقسيم الروانديين تبعا لانتمائهم القبلي.
تأسس حزب «حزب حركة انعتاق الهوتو» (Parmehutu) في عام 1959 وقام هذا الحزب بعدة مذابح لافراد قبيلة التوتسي أثناء ما سمي بـ«الثورة الاجتماعية الزراعية». الأمر الذي نجم عنه عزل الملك الرواندي في عام 1961 وإبعاده عن رواندا وإعلان استقلال شكلي وقيام الجمهورية الأولى للهوتو في رواندا عام 1962. خلال الفترة الأولى للجمهورية الوليدة، شهدت العديد من المجازر وحدثت في تلك الفترة هجرات كبيرة متتابعة للتوتسي إلى بلدان الجوار، فدفع ذلك 160 ألف شخص إلى مغادرة رواندا خلال أعمال العنف التي شهدتها البلد بعد الاستقلال. إلى أن توجت اعتقالات ومجازر 1973 بانقلاب عسكري على يد وزير الدفاع جوفينال هابياريمانا. كانت الحكومة تضطهد افراد التوتسي وتحرمهم من فرص التعليم والوظائف. فقائمة الوظائف التي يستطيع التوتسي شغلها محدودة وضيقة، كانوا محرومين من التعليم العالي وممارسة السياسة ونشأ جيل من التوتسي المنفيين كمواطنين من الدرجة الثانية. أدى ذلك أي تشكيل الجبهة الوطنية الرواندية في المنفى وجناحها العسكري. بهدف قلب نظام حكم الهوتو. وفي أول أكتوبر 1990 عبرت قوات الجبهة الأراضي الرواندية قادمة من أوغندا التي دعمت التمرد.

## الحرب
في الأول من أكتوبر 1990 قام 50 من متمردي الجبهة الوطنية الرواندية بعبور الحدود الرواندية قادمين من أوغندا وقتلو حرس الحدود. تبع ذلك عبور العديد من مقاتلي الحركة مرتدين ازياء الجيش الأوغندي بلغ عدد المتمردين 4 آلاف معظمهم من الجيل الثاني من التوتسي الذين ولدوا أو تربوا في المنفى. كانت الجبهة تهدف إلى إلغاء التمييز العرقي ضد أبناء التوتسي وإلغاء نظام بطاقات الهوية والتمييز الاقتصادي والسياسي واجراء الإصلاحات الاقتصادية والسياسية. مما صور الجبهة على انها حركة ديمقراطية تحاول إصلاح الأوضاع الرواندية والقضاء على نظام فاسد.

### التدخل الخارجي
ساندت أوغندا قوات الحركة ماديا بالرغم من أن الرئيس الأوغندي يوري موسفنى أعلن ان الحركة قامت بالتمرد دون أن تجري تشاورا مسبقا مع أوغندا. كانت قوات الجبهة جيدة التدريب مما دفعها لان تهزم قوات الجيش الرواندي الأكثر عددا والمفتقدة للتدريب الجيد مما جعلها تحقق تقدما جيدا في الأراضي الرواندية بالرغم من مقتل قائد الجبهة فريد رويجيما في اليوم الثالث من الحرب على يد أحد القادة التابعين له. ولكن قوات الجبهة وصلت إلى مناطق على بعد 45 ميل من كيجالي عاصمة رواندا مما دفع الحكومة لان تطلب المساعدة من بلجيكا في 4 أكتوبر.
فشلت الجبهة في الحفاظ على تقدمها ومواصلة انتصارتها بسبب الدعم الذي قدمته فرنسا وزائير إلى حلفائهم في الحكومة الرواندية فارسلت زائير عناصر من الحرس الرئاسي الخاص لمساندة الجيش الرواندي وقدمت فرنسا عناصر من قواتها المظلية بلغ عددهم 125 فرد قادمين من جمهورية أفريقيا الوسطى كما شحنت المدفعية، مدافع الهاون ومواد أخرى لرواندا، وقالت إنهم كانت مواجهة «العدوان الذي شن من بلد يتحدث الإنجليزية» خاصة ان فرنسا كانت قد وقعت اتفاقية دفاع مشترك في عام 1975 مع الرئيس جوفينال هابياريمانا. اصرت فرنسا على ان قواتها تهدف إلى حماية المدنيين ولكن المظليين الفرنسيين اقامو مواقعهم حول المطار وكيجالي بحيث يستطيعوا ايقاف تقدم الجبهة. وقامت بلجيكا في البداية بتقديم مساعدات إلى الحكومة الرواندية ولكنها توقفت بسبب القوانين المحلية البلجيكية التي تمنع القوات البلجيكية من الاشتراك في حرب اهلية. على جانب اخر قدمت فرنسا دعما عسكريا وماديا كبيرا إلى رواندا مما جعلها تحتل مكان بلجيكا كأكبر داعم غربي لرواندا.
كانت الجبهة غير مستعدة لحرب طويلة المدى وظهر افتقارهم الواضح إلى المعدات الثقيلة اللازمة لمواجهة قوات الحكومة وكانبول كاغامي أحد قادة الحركة في الخارج لتلقى دورات تدريبية في القيادة ومما جعل الامور اسوء كان قيام أوغندا بالقبض على بعض قيادات الحركة لاتهامهم بالضلوع في قتل قائد الجبهة فريد رويجيما. تراجعت قوات المتمردين إلى الركن الشمالي الشرقي من البلاد. وقامت الطائرات الفرنسية بالكشف عن مواقع البقية من المتمردين مما سهل على الجيش الرواندي سحقهم.

## حرب العصابات
مع عودة بول كاغامي من الخارج قام باعادة تشكيل قواته التي كان عددها انخفض من 5,000 مقاتل إلى اقل من 2,000 مقاتل وانسحب بقواته إلى أوغندا مرة أخرى وقام بتجنيد عدد جديد من المقاتلين وقرر استخدام نمط حرب العصابات ضد الجيش الرواندي.
في يوم4 أكتوبر قامت الحكومة الرواندية بشن هجوم مزيف ضد العاصمة كيغالى من اجل اخافة المدنيين ودفعهم للتبليغ عن المتعاطفين مع الجبهة. أدى ذلك إلى ارتكاب العديد من المذابح بحق التوتسي وقتل حوالي 384 مدنيا في 48 ساعة واعتقال 10,000 مدني.
استمرت حرب العصابات في عامي 1991 و1992 من دون أن يستطيع أحد تحقيق نصرا على الأرض وفي بداية عام 1991 تحديدا في 23 يناير قامت قوات الجبهة بالاستيلاء على مدينة روهنغيري والاستيلاء على كميات من الأسلحة وتحرير المعتقلين وثم النسحاب من المدينة لاحقا. واستمرت الحرب على نمط حرب العصابات الكلاسيكي في غابات رواندا حتى عام 1992. اطلقت الجبهة اذاعة بدأت البث من أوغندا إلى رواندا في عام 1991. وكانت كل برامجها لتأييد الجبهة متهمة النظام الرواندي باجراء عمليات تطهير عرقي وإبادة جماعية بحق التوتسي.و في 4 أغطس 1993 شهدت مدينة أوروشا التنزانية التوقيع على اتفاق لتقاسم السلطة، ووفق اتفاق رعته الأمم المتحدة عين سياسيون من الجبهة في مناصب مهمة في الحكومة، إدماج قوات الجبهة في الجيش، وسمح بدخول قوة من ستمائة جندي من الجبهة بالدخول إلى كيغالي. عرف هذا الاتفاق باسم اتفاق أروشا.

## مقالات ذات صلة
- الحرب الأهلية البوروندية